# 岡山県災害拠点病院
岡山県災害拠点病院（おかやまけんさいがいきょてんびょういん）とは、岡山県にある災害時の救急医療の拠点となる災害拠点病院。

## 概要
県内や近県で災害が発生し、通常の医療体制では被災者に対する適切な医療を確保することが困難な状況となった場合に、岡山県知事の要請により傷病者の受け入れや医療救護班の派遣等を行う。

## 拠点病院の条件
1. 建物が耐震耐火構造であること。
2. 資器材等の備蓄があること。
3. 応急収容するために転用できる場所があること。
4. 応急用資器材、自家発電機、応急テント等により自己完結できること。（外部からの補給が滞っても簡単には病院機能を喪失しないこと）
5. 近接地にヘリポートが確保できること。

## 病院一覧
太字は基幹災害拠点病院
（下表の出典）
| 病院名                       | 住所                            | 2次医療圏 |
| 岡山赤十字病院               | 岡山市北区青江2-1-1\|\|県南東部 |           |
| 岡山済生会総合病院           | \|県南東部                      |           |
| 国立病院機構岡山医療センター | \|県南東部                      |           |
| 岡山大学病院                 | \|県南東部                      |           |
| 岡山市立市民病院             | \|県南東部                      |           |
| 川崎医科大学総合医療センター | \|県南東部                      |           |
| 岡山西大寺病院               | \|県南東部                      |           |
| 川崎医科大学附属病院         | 倉敷市松島577\|\|県南西部       |           |
| 倉敷中央病院                 | \|県南西部                      |           |
| 高梁中央病院                 | 高梁市南町53番地\|\|高梁・新見  |           |
| 総合病院落合病院             | 真庭市落合垂水251\|\|真庭       |           |
| 津山中央病院                 | 津山市川崎1756\|\|津山・英田    |           |